# Drechslera apii
Drechslera apii är en svampart som först beskrevs av Göbelez, och fick sitt nu gällande namn av M.J. Richardson & E.M. Fraser 1968. Drechslera apii ingår i släktet Drechslera och familjen Pleosporaceae.   Inga underarter finns listade i Catalogue of Life.